# Caria ino
Caria ino is een vlindersoort uit de familie van de prachtvlinders (Riodinidae), onderfamilie Riodininae.
Caria ino werd in 1886 beschreven door Godman & Salvin.